# Love & Other Bruises
Love & Other Bruises es el tercer álbum de estudio de la banda australiana de soft rock Air Supply. Con el sencillo «Love and Other Bruises»  posicionado en el puesto #2 en Australia. El álbum copila unos sencillos anteriores, como lo son «What a Life», «Feel the Breeze» y «Empty Pages» del álbum Air Supply de 1976, y «Do It Again», «End of the Line» y «That's How the Whole Thing Started» del álbum The Whole Thing Started.

## Lista de canciones
Todas las canciones compuestas por Graham Russell.
1. "Love and Other Bruises"
2. "What a Life"
3. "Feel the Breeze"
4. "Who Will Love Me Now"
5. "Do It Again"
6. "End of the Line"
7. "Ready for You"
8. "Empty Pages"
9. "Does It Matter"
10. "That's How the Whole Thing Started" (Graham Russell, Johann Pachelbel)

## Personal
- Vocalistas: Russell Hitchcock, Graham Russell
- Batería y percusión: Ross Salomone
- Guitarra: Jeff Eyrich
- Guitarras eléctricas: Rick Lo Tempio, Tony Berg
- Guitarra acústica: Tony Berg
- Pianos, clavinete y pianos eléctricos: Joey Carbone
- Piano: John Jarvis
- Órgano y piano en "That's How The Whole Thing Started": Jimmy Horowitz
- Tropas: Steve Madaio, Chuck Findley, Jim Horn, David Luell
- Saxofón Alto Solo en "Does It Matter": Jim Horn
- Saxofón tenor Solo en "What A Life": David Luell
- Instrumentos de cuerda: David Katz
- Administrador: Bastall Reynolds
- Ingeniero: Tim Sadler
- Productor: Jimmy Horowitz
- Diseño: Roger Carpenter, Nancy Donald
- Fotografía: Gary Heery